# Hubert Bouyssière
Hubert Bouyssière, né le 6 novembre 1919 à Villevayre et mort le 10 août 2018 à Laguépie,, est un homme politique français, élu local pendant 63 ans.

## Biographie
Hubert Bouyssière figure parmi les élus ayant accompli le plus long mandat municipal en France. Conseiller général du canton de Najac jusqu'en 1998, il fut également premier vice-président du conseil général de l'Aveyron.
Élu municipal pendant 63 ans (de 1945 à 2008), Hubert Bouyssière a exercé les fonctions de maire pendant 55 ans à partir de 1953, d'abord à Villevayre, puis à Najac de 1965 à 2008. Candidat à 88 ans lors des élections de 2008, il n'a pas été réélu.
Hubert Bouyssière a participé à deux des trois films que Jean-Henri Meunier a réalisés à Najac.

## Honneur
Une « Esplanade Hubert-Bouyssière » a été inaugurée à Najac en septembre 2016.

## Distinctions
- Chevalier de l'Ordre de la Légion d'honneur
- Officier de l'Ordre national du Mérite